# بخش دامان (هند)
بخش دامان (به انگلیسی: Daman district) یک منطقهٔ مسکونی در هند است که در دامان و دیو واقع شده‌است. بخش دامان ۷۲ کیلومتر مربع مساحت و ۱۹۱٬۱۷۳ نفر جمعیت دارد و ۰ متر بالاتر از سطح دریا واقع شده‌است.